# Mouvement Marada
Ne doit pas être confondu avec Brigade Marada.
Le Mouvement Marada (arabe: تيار المردة, romanisé: Tayyār Al-Marada) est un parti politique libanais crée en 1991. Il est issu d'une ancienne milice active pendant la guerre civile libanaise, la Brigade Marada. 
Il est nommé d'après les légendaires guerriers Marada (également appelés Mardaites) du début du Moyen Âge qui combattaient à la frontière extérieure de l'Empire byzantin. 
Le groupe est initialement apparu comme la milice personnelle de Soleimane Frangié, président du Liban au début de la guerre en 1975. Ils étaient également initialement connus sous le nom d'Armée de libération de Zgharta, du nom de la ville natale de Frangieh, Zgharta, dans le nord du Liban.

## Marada dans l'histoire libanaise
Les Marada étaient un groupe de communautés indépendantes au Liban et dans les hauts plateaux environnants après la conquête de la Syrie par l'armée arabe en 630 de notre ère. Alors que certains historiens soutiennent que les « États » de Marada étaient ceux d'une élite guerrière chrétienne maronite de langue araméenne, d'autres historiens ont tendance à minimiser leur importance et à décrire un scénario plus complexe. Les Maronites et donc les Marada bénéficièrent d'une relative autonomie au sein du califat omeyyade. Les Marada étaient connus par certains comme un groupe de guerriers féroces, et selon certains, le nom était synonyme du mot arabe désignant les rebelles ou aussi les Maronites.

## Politique moderne
Après les élections législatives de 2005 , le Marada est devenu membre de l'alliance d'opposition (pro-syrienne) aux côtés du Hezbollah.
En juin 2006, le Mouvement Marada a été officiellement lancé en tant que parti politique lors d'une cérémonie à laquelle ont participé des partisans et des représentants du Hezbollah, du Mouvement Amal, du Courant Patriotique Libre et plusieurs personnalités politiques pro-syriennes. Lors des élections générales libanaises de 2009 , Marada a remporté les trois sièges dans la circonscription électorale de Zgharta.
Aux élections municipales de 2010, Marada a gagné à Zgharta et a remporté un total de 17 des 31 municipalités du district de Zgharta.
Aux élections générales libanaises de 2018, Marada a remporté 3 sièges dans la région Nord III : 2 sièges maronites à Zgharta et 1 siège orthodoxe à Koura . Après les élections, Frangieh a formé le Bloc national indépendant (arabe: التكتل الوطني) avec Farid Haykal Khazen, Faisal Karami, Jihad Al Samad et le député chiite de Jbeil Moustafa Husseini.
Lors des élections générales libanaises de 2022, un seul candidat officiel de Marada, Tony Frangié .Jr a gagné, le candidat de Marada à Tripoli Rafli Diab a obtenu le plus grand nombre de voix préférentielles pour le siège orthodoxe du Nord II mais a perdu, le candidat de Koura Fadi Ghosn (frère de Fayez Ghosn) a perdu en faveur de William Tawk.
Après les élections, Tony Frangieh a formé un bloc avec plusieurs députés représentant les familles féodales (Frangié, Khazen, Tawk, Murr) et leur candidat à l'élection présidentielle libanaise 2022-2023 est Sleiman Frangié.